# قرار مجلس الأمن التابع للأمم المتحدة رقم 1219
قرار مجلس الأمن التابع للأمم المتحدة رقم 1219، المتخذ بالإجماع في 31 ديسمبر 1998، بعد إعادة التأكيد على القرار 696 (1991) وجميع القرارات اللاحقة بشأن أنغولا، ولا سيما القرارين 1202 (1998) و1213 (1998)، أدان المجلس عدم اتخاذ إجراءات لتحديد مصير الطاقم والركاب على متن رحلة الأمم المتحدة 806 التي تحطمت في 26 ديسمبر 1998.
أعرب مجلس الأمن عن قلقه البالغ إزاء تحطم الرحلة 806 للأمم المتحدة وإزاء اختفاء طائرات أخرى فوق الأراضي الأنغولية التي تسيطر عليها يونيتا. وأعرب عن أسفه لعدم وجود تعاون في توضيح ملابسات الحادث والسماح ببعثة بحث وإنقاذ تابعة للأمم المتحدة. وطالب المجلس جوناس سافيمبي، زعيم يونيتا، بالاستجابة على الفور لنداءات الأمم المتحدة للبحث عن ناجين محتملين من الرحلة 806 وإنقاذهم. كان على متن الطائرة 14 شخصًا وتحطمت على بعد 16 ميلًا من هوامبو.
استمر القرار بالإعراب عن مزيد من القلق بشأن العدد المتزايد للطائرات المختفية فوق أراضي يونيتا وأدان عدم التعاون لتحديد مصير الطواقم والركاب المتورطين في هذه الحوادث. كان على يونيتا على وجه الخصوص تسهيل التحقيقات في حالات الاختفاء؛ وإذا لم يكن هناك امتثال للقرار الحالي بحلول 11 كانون الثاني / يناير 1999، فسيتم اتخاذ مزيد من الإجراءات.
وأخيراً، تم تذكير جميع البلدان بالامتثال في تنفيذ الجزاءات المفروضة على يونيتا في القرارات 864 (1993) و1127 (1997) و1173 (1998).

## روابط خارجية
- نص القرار في undocs.org